# ROSA
RÓSA — це група компаній повного циклу реалізації товарів для творчості, розміщена в Нововолинську Волинської області, Україна. Є чи не єдиною українською компанією, яка випускає художні фарби. Продукція компанії експортується у 33 країни світу (США, Європейський Союз, країни Азії).

## Історія
Компанія ROSA створена 1996 року у місті Нововолинську. Виробництво товарів для професійних художників розпочалось з виготовлення полотен. До цього українські художники закуповували художні матеріали за кордоном. Пізніше додалось виробництво професійних художніх фарб. Сьогодні асортимент бренду налічує декілька тисяч позицій: професійні художні фарби (олійні, акрилові, акварельні), художні фарби для навчання, етюдів і роботи в студії (олійні, акрилові, акварельні та гуаш), професійні основи для живопису, пензлі, товари для хобі, набори, товари для дитячої творчості та багато іншого.
Етапи розвитку компанії:
- 1996 — створення компанії, виготовлення першого полотна ручної роботи
- 1998 — компанія розпочинає дистрибуційну діяльність: продаж імпортних брендів на ринку України
- 2002 — перші експортні поставки полотен українського виробництва
- 2004 — на ринку України з'являються пензлі під брендом ROSA
- 2007 — запуск напрямку «Хобі»
- 2008 — запуск роздрібного інтернет-сайту
- 2011 — запуск власного деревообробного цеху. Виробництво повного циклу
- 2013 — компанія впроваджує новий напрямок «Набори» для залучення до творчості новачка
- 2015 — розробка, виготовлення та запуск у продаж першого художнього акрилу українського виробництва ROSA Studio
- 2016 — створення та випуск професійних художніх олійних фарб ROSA Gallery
- 2016 — відкриття власного роздрібного магазину товарів для творчості «АртМарт»
- 2018 — створення та випуск професійних художніх акварельних фарб ROSA Gallery
- 2019 — спільно з художниками Олександрою Бриксою, Atanur Dogan та Asuman Dogan створені набори професійної акварелі ROSA Gallery
- 2020 — спільно з українським художником  Петром Бевзою, створено авторський колір професійних олійних фарб ROSA Gallery – «Полум’яно-оранжевий від Петра Бевзи»[3].

## Бренди та продукти компанії
Компанія випускає свої продукти під кількома саббрендами:

| ROSA         | Музейна якість                        |
| ROSA GALLERY | Для професійного живопису             |
| ROSA STUDIO  | Для етюдів, навчання, роботи в студії |
| ROSA TALENT  | Для декорування та скрапбукінгу       |
| ROSA START   | Для новачків у творчості              |
| ROSA KIDS    | Творчість для дітей                   |

Продукти ROSA:
- Професійні основи для живопису ручного ґрунтування
- Художні акварельні, олійні, акрилові фарби та гуаш
- Мольберти дерев'яні стаціонарні та настільні
- Акрилові фарби для декору
- Креативні набори для творчості з ідеєю

## Співпраця з художниками та участь у виставках
Компанія співпрацює з професійними художниками: враховує їхні вимоги та рекомендації при розробці фарб. Фарби ROSA використовує відомий український художник Іван Марчук. Вони також рекомендовані спілкою художників України.
Національний науково-дослідний реставраційний центр України (ННДРЦУ) використовує фарби ROSA для реставрації картин.
Компанія щороку бере участь у міжнародній виставці товарів для творчості «Creativeworld» у Франкфурті-на-Майні. Починаючи з 2006 року ROSA бере участь в щорічній спеціалізованій виставці «Світ Канцелярії», що проходить у Києві. ROSA є учасником міжнародних фестивалів акварельного мистецтва: Fabriano in Acquarello та «Urbino in Acquarello» в Італії.